# Touffreville
Touffreville (tu.fʁə.vilⓘ) es una localidad y comuna francesa situada en la región de Alta Normandía, departamento de Eure, en el distrito de Les Andelys y canton de Lyons-la-Forêt.

## Demografía
| 249 | 295 | 266 | 277 | 278 | 277 |
| Para los censos de 1962 a 1999 la población legal corresponde a la población sin duplicidades (Fuente: INSEE [Consultar]) |     |     |     |     |     |